# Constitution de la république soviétique socialiste d'Ukraine
La Constitution de la république soviétique socialiste d'Ukraine est le texte directeur de la république socialiste soviétique d'Ukraine. Celle-ci fait partie intégrante de l'Union soviétique. Pendant la période soviétique, l'Ukraine connait quatre constitutions successives. La première (1919) est écrite en russe et les trois dernières (1929 - 1937 - 1978)  sont rédigées en ukrainien. La dernière constitution (1978) reste en vigueur jusqu'à l'entrée en vigueur de la Constitution de l'Ukraine en 1996, après la dislocation de l'URSS.

## La Constitution de 1919
La constitution est approuvée par le 3e Congrès pan-ukrainien des Soviets le 10 mars 1919 et sa version finale est approuvée par la session du Comité exécutif central pan-ukrainien le 14 mars 1919 . Le projet de constitution, sur résolution du 3e congrès du Parti communiste (bolcheviks) d'Ukraine par le Comité exécutif central panukrainien et le Sovnarkom ukrainien  est approuvé par le Comité central du Parti communiste (bolchevik) d'Ukraine. Il est basé sur la Constitution de 1918 de la SFSR russe. C'est la première loi fondamentale de la RSS d'Ukraine. La constitution reconnaît que la RSS d'Ukraine et l'Ukraine sont une seule et même entité (IIe partie, article 6). La constitution se compose de quatre parties et de 35 articles . L'article 1 définit la nature communiste du régime : "La république socialiste soviétique d'Ukraine est une organisation de dictature des masses ouvrières et exploitées du prolétariat et de la paysannerie la plus pauvre au cours de leurs âges, oppresseurs et exploiteurs, capitalistes et propriétaires terriens". La tâche principale de la dictature est d'assurer "la transition du système bourgeois au socialisme en effectuant des transformations socialistes et la suppression systématique de toutes les manifestations contre-révolutionnaires du côté des classes aisées".

### Organisation et articles
1. Dispositions fondamentales
2. Structure du pouvoir soviétique
  1. Organisation du pouvoir central
  2. Organisation locale du pouvoir soviétique
3. Déclaration des droits et obligations des travailleurs et des exploités d'Ukraine
4. À propos des armoiries et du drapeau de l'Ukr. RSS

## La Constitution de 1929
Une nouvelle constitution est adoptée le 15 mai 1929, après la nouvelle politique économique (NEP) et la constitution, en 1924, d'une république socialiste soviétique autonome moldave.

### Organisation et articles
1. Des principes
2. Organisations du pouvoir soviétique
  1. Organes du pouvoir central
    1. À propos du Congrès panukrainien des soviets
    2. À propos du Comité exécutif central panukrainien
    3. À propos du Présidium du Comité exécutif central panukrainien
    4. À propos du Conseil des commissaires du peuple de la république socialiste soviétique d'Ukraine

  2. Organes du pouvoir local
    1. À propos du Congrès des Soviets
    2. À propos des comités exécutifs
    3. À propos des soviets de députés
    4. À propos de la compétence des organes locaux du pouvoir
3. À propos des droits électoraux
4. À propos du budget de la république socialiste soviétique d'Ukraine
5. À propos des armoiries, du drapeau et de la capitale de la république socialiste soviétique d'Ukraine

## La Constitution de 1937

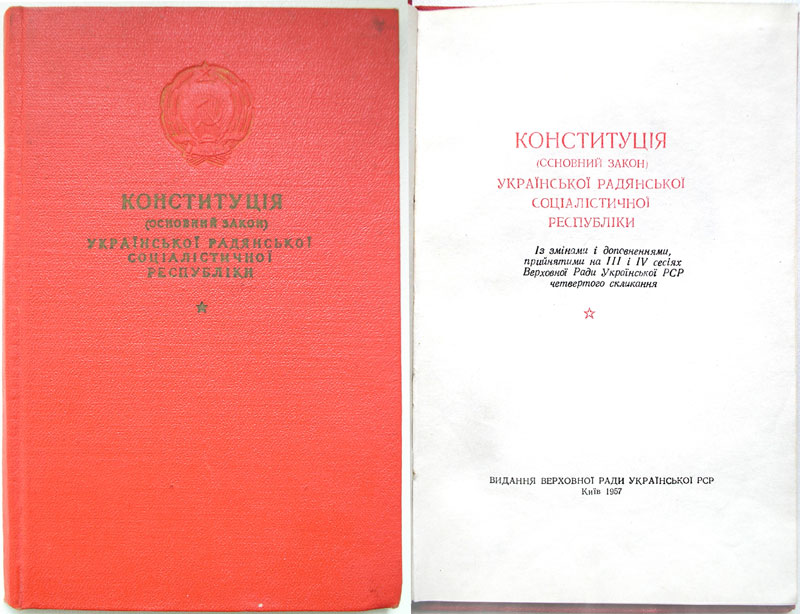
Constitution of the Ukrainian SSR 1937

### Organisation et articles
1. Organisation sociale
2. Organisation de l'État
3. Organes supérieurs du pouvoir d'État de la république socialiste soviétique d'Ukraine
4. Organes de l'administration d'État de la république socialiste soviétique d'Ukraine
5. Organes supérieurs du pouvoir d'État de la république socialiste soviétique autonome de Moldavie
6. Organes de l'administration d'État de la république socialiste soviétique autonome de Moldavie
7. Organes locaux du pouvoir de l'État
8. Budget de la république socialiste soviétique d'Ukraine
9. Cour et le bureau du procureur
10. Principaux droits et devoirs des citoyens
11. Système électoral
12. Armoiries, drapeau, capitale
13. Procédure d'amendements constitutionnels

## La Constitution de 1978 de l'UkrSSR
La Constitution de 1978 de l'UkrSSR ( ukrainien : Конституція УРСР 1978 р.   )  est une loi fondamentale de la république socialiste soviétique d'Ukraine, la quatrième et la dernière des constitutions de l'UkrSSR.  Elle est basée sur la Constitution de 1977 de l'URSS ( russe : Конституция СССР   et adopté le 20 avril 1978 par les septièmes sessions extraordinaires du Conseil suprême de l'UkrSSR de la 9e convocation. Officiellement, elle est invalidée le 28 juin 1996 avec l'adoption de la Constitution de 1996 de l'Ukraine.
Dans son préambule, la constitution indique sur sa succession le développement constitutionnel de l'Ukraine, dont les idées et les principes ont été fixés dans les constitutions de 1919, 1929 et 1937. 

### Organisation et articles
La Constitution de 1978 (loi fondamentale) de l'UkrSSR est divisée en 10 sections et 19 chapitres :
- Préambule

1. Principes fondamentaux du système social et de la politique de la RSS d'Ukraine
  1. Chapitre 1 Système politique
  2. Chapitre 2 Système économique
  3. Chapitre 3 Développement social et culture
  4. Chapitre 4 Politique extérieure et défense de la patrie socialiste
2. Etat et Particulier
  1. Chapitre 5 Citoyenneté de la RSS d'Ukraine. Egalité des citoyens
  2. Chapitre 6 Droits, libertés et devoirs fondamentaux des citoyens de la RSS d'Ukraine
3. Système étatique-national et administratif territorial de la RSS d'Ukraine
  1. Chapitre 7 La RSS d'Ukraine est une république fédérée au sein de l'URSS
  2. Chapitre 8 Système administrativement territorial de la RSS d'Ukraine
4. Conseils des députés du peuple de la RSS d'Ukraine et ordre de leur élection
  1. Chapitre 9 Système et principes conseils députés du peuple
  2. Chapitre 10 Système électoral
  3. Chapitre 11 Député du peuple
5. Les organes suprêmes du pouvoir d'État et de l'administration de la RSS d'Ukraine
  1. Chapitre 12 Conseil suprême de la RSS d'Ukraine
  2. Chapitre 13 Conseil des ministres de la RSS d'Ukraine
6. Organes locaux du pouvoir d'État et de l'administration de la RSS d'Ukraine
  1. Chapitre 14 Conseils locaux des députés du peuple
  2. Chapitre 15 Comités exécutifs des conseils locaux des députés du peuple
7. Plan d'État de développement économique et social de la RSS d'Ukraine et budget de l'État de la RSS d'Ukraine
  1. Chapitre 16 Plan d'État de développement économique et social de la RSS d'Ukraine
  2. Chapitre 17 Budget de l'État de la RSS d'Ukraine
8. Justice, Arbitrage et Supervision du Procureur
  1. Chapitre 18 Procès judiciaires et arbitrage
  2. Chapitre 19 Parquet
9. Blason. Drapeau, hymne et capitale de la RSS d'Ukraine
10. Exécution de la Constitution de la RSS d'Ukraine et ordonnance de son amendement